# Thecla pura
Thecla pura är en fjärilsart som beskrevs av Max Wilhelm Karl Draudt 1921. Thecla pura ingår i släktet Thecla och familjen juvelvingar. Inga underarter finns listade i Catalogue of Life.